# Першина
Пе́ршина (рос. Першина) — присілок у складі Ірбітського міського округу Свердловської області.
Населення — 173 особи (2010, 203 у 2002).
Національний склад населення станом на 2002 рік: росіяни — 85 %.